# Pseudaoria
Pseudaoria là một chi bọ cánh cứng trong họ Chrysomelidae.
Chi này được miêu tả khoa học năm 1908 bởi Jacoby.

## Các loài
Các loài trong chi này gồm:
- Pseudaoria floccosa (Tang, 1992)
- Pseudaoria irregulare Tang, 1992
- Pseudaoria yunnana Tang, 1992